# ويغان

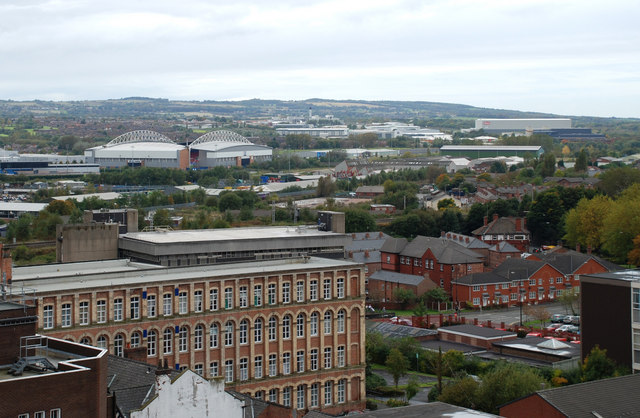
ويجان سكايلاين

ويغان (بالإنجليزية:Wigan)، هي مدينة إنجليزية تابعة لمانشستر الكبرى، يبلغ عدد سكانها نحو 103,608 نسمة، حسب إحصاء سنة 2011.

## توأمة
لويغان اتفاقيات توأمة مع:
- أنجيه

## أعلام
- برايان فينش
- ستان أوين
- كولن هيلتون
- ليون أوسمان
- روجر هنت

## الموقع الخارجي
- wigan.gov.uk, Wigan Council